# トリニティ半島

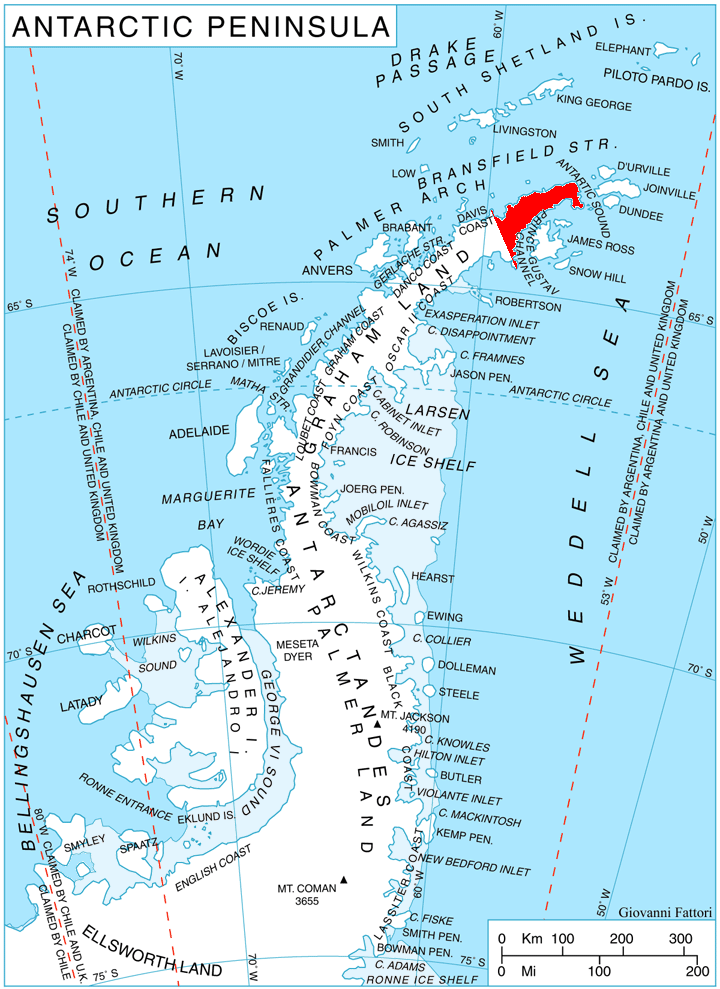
トリニティ半島の位置

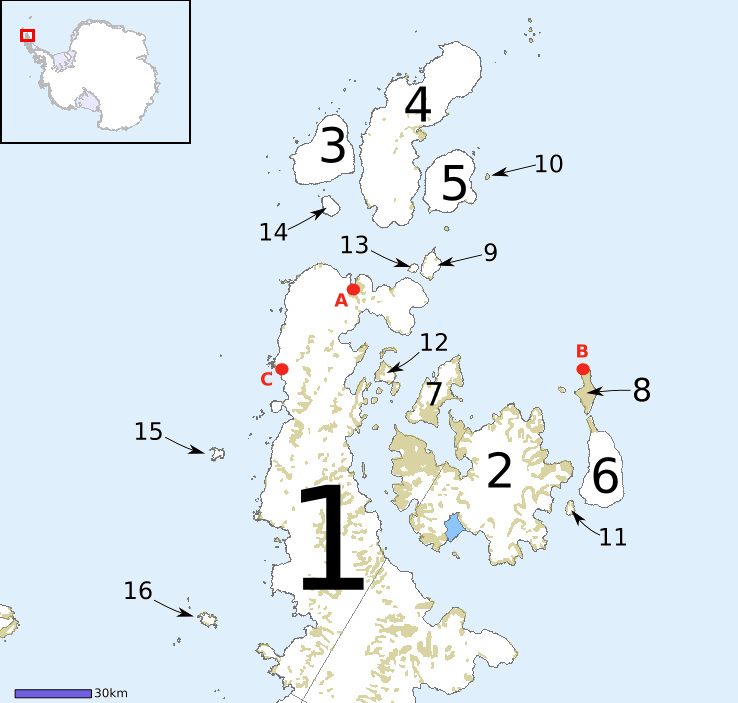
グレアムランド北部と周辺の島々
1 南極半島（トリニティ半島）、2 ジェイムズ・ロス島、3 デュルヴィル島、4 ジョインビル島、5 ダンディー島、6 スノー・ヒル島、7 ヴェガ島、8 シーモア島、9 アンダーソン島、10 ポーレット島、11 ロッキャー島、12 イーグル島13 ヨナセン島、14 ブランスフィールド島、15 アストロラーベ島、16 タワー島

トリニティ半島（トリニティはんとう、英語: Trinity Peninsula）は、南極半島（グレアムランド）の北端部に位置する半島。南限は Cape Kjellman と Cape Longing を結んだ線で、約130kmにわたって北東方向に延びており、先端のプライム・ヘッド (Prime Head) （南緯63度12分）は南極大陸最北端である。
1世紀以上前から、地図作成者は、トリニティランド、パーマーランド、ルイ・フィリップランドなど、南極半島のこの領域に様々な名前を付けてきた。1820年1月、エドワード・ブランスフィールドから、「トリニティ」にちなんだ名前が勧告されたが、彼の申請の詳細は分かっておらず、南極の歴史の研究家によって様々な解釈がなされている。

## 地図
- Trinity Peninsula. Scale 1:250000 topographic map No. 5697. Institut für Angewandte Geodäsie and British Antarctic Survey, 1996.